# البحرين في بطولة العالم لألعاب القوى 2011
شاركت البحرين في بطولة العالم لألعاب القوى 2011 من 27 أغسطس إلى 4 سبتمبر 2011 في دايغو بكوريا الجنوبية.

## اختيار الفريق
أعلن عن فريق من 11 رياضي لتمثيل البلاد في هذا الحدث. يقود الفريق بطلي العالم مريم جمال ويوسف سعد كامل. ضمت قائمة الفريق النهائي أسماء 13 رياضي.
الرياضيين التاليين ضمن قائمة أولية ولكن ليس على القائمة الرسمية للحدث مما أدى إلى تقلص العدد الإجمالي إلى 11 رياضي:
| المفتاح: | لم يشارك | شارك في سباق آخر |

|         | المسابقة       | الرياضي         |
| ------- | -------------- | --------------- |
| الرجال  | 10000 متر      | بيليسوما شوغي   |
| الرجال  | 3000 متر حواجز | طارق مبارك طاهر |
| السيدات | 5000 متر       | كريمة صالح جاسم |

كل الرياضيين في منتخب البحرين خضعوا لتغيرات في الجنسية من أجل المنافسة باسم البحرين.

## النتائج

### الرجال
| الرياضي                    | المسابقة  | التمهيدي             | التمهيدي | التصفيات             | التصفيات | النصف النهائي        | النصف النهائي | النهائي              | النهائي  |
| الرياضي                    | المسابقة  | الوقت العرض الارتفاع | الترتيب  | الوقت العرض الارتفاع | الترتيب  | الوقت العرض الارتفاع | الترتيب       | الوقت العرض الارتفاع | الترتيب  |
| -------------------------- | --------- | -------------------- | -------- | -------------------- | -------- | -------------------- | ------------- | -------------------- | -------- |
| يوسف سعد كامل              | 1500 متر  |                      |          | 3:40.27              | 13 تأهل  | 3:47.18              | 18            | لم يتأهل             | لم يتأهل |
| بيليسوما شوغي              | 5000 متر  |                      |          | 13:35.86             | 7 تأهل   |                      |               | 13:27.67             | 8        |
| دلهان نزار (ديجيني ريغاسا) | 5000 متر  |                      |          | 13:56.83             | 27       |                      |               | لم يتأهل             | لم يتأهل |
| حسن محبوب                  | 10000 متر |                      |          |                      |          |                      |               | لم يتأهل             |          |
| خالد كمال ياسين            | الماراثون |                      |          |                      |          |                      |               | لم يتأهل             |          |

### السيدات
| الرياضية               | المسابقة  | التمهيدي             | التمهيدي | التصفيات             | التصفيات | النصف النهائي        | النصف النهائي | النهائي              | النهائي  |
| الرياضية               | المسابقة  | الوقت العرض الارتفاع | الترتيب  | الوقت العرض الارتفاع | الترتيب  | الوقت العرض الارتفاع | الترتيب       | الوقت العرض الارتفاع | الترتيب  |
| ---------------------- | --------- | -------------------- | -------- | -------------------- | -------- | -------------------- | ------------- | -------------------- | -------- |
| ميمي بيليتي            | 1500 متر  |                      |          | 4:13.50              | 24 تأهلت | 4:08.42              | 7 تأهلت       | 4:07.60              | 7        |
| مريم جمال              | 1500 متر  |                      |          | 4:07.04              | 1 تأهلت  | 4:08.96              | 13 تأهلت      | 4:22.67              | 12       |
| جميلة شامي (غنزب شومي) | 1500 متر  |                      |          | 4:12.32              | 20       | لم تتأهل             | لم تتأهل      | لم تتأهل             | لم تتأهل |
| تيجيتو دابا            | 5000 متر  |                      |          | 15:33.67             | 9 تأهلت  |                      |               | 15:14.62             | 9        |
| شيتايي إيشيتي          | 10000 متر |                      |          |                      |          |                      |               | 31:21.57             | 6        |
| ليشان دولا             | الماراثون |                      |          |                      |          |                      |               | 2:33:47              | 20       |